# Linia kolejowa Kretynga – Szkudy
Linia kolejowa Kretynga – Szkudy – nieczynna linia kolejowa na Litwie łącząca stację Kretynga ze stacją Szkudy.
Linia na całej długości jest niezelektryfikowana i jednotorowa.

## Historia
Linia została wybudowana przez wojska niemieckie w 1915 jako część linii Kłajpeda - Priekule - Lipawa. Początkowo leżała na okupowanym terytorium Imperium Rosyjskiego. W 1918 znalazła się na Litwie. W latach 1940–1991 linia leżała w Związku Sowieckim. Od 1991 ponownie znajduje się w granicach niepodległej Litwy.
Po rozpadzie Związku Sowieckiego linia straciła na znaczeniu przez przecięcie jej granicą z Łotwą. Ostatni pociąg pasażerski przejechał linią 25 marca 2001. W kolejnych latach linia była okazjonalnie wykorzystywana w transporcie towarowym do Darbėnai.